# ドゥアルテ・ヴァレンテ
ドゥアルテ・ウルティゲイラ・ゴウヴェイア・ベイラン・ヴァレンテ（Duarte Urtigueira Gouveia Beirão Valente 、1999年11月2日 - ）は、ポルトガル・エストリル出身のプロサッカー選手。CFベレネンセス所属。ポジションは、ミッドフィールダー。

## クラブ歴
2017年8月14日、プリメイラ・リーガのヴィトーリア・ギマランイス戦でプロデビューを果たした。